# Cao nguyên Golan
Cao nguyên Golan (tiếng Hebrew: רמת הגולן (audio)ⓘ Ramat HaGolan, tiếng Ả Rập: هضبة الجولان, Haḍbatu 'l-Jawlān hoặc tiếng Ả Rập: الجولان, al-Jawlān) là một cao nguyên chiến lược và là một vùng núi nằm ở phía nam dãy núi Đông Liban. Về mặt địa lý, cao nguyên này nằm giữa Syria, Israel, Liban và Jordan. Cao nguyên Golan bao phủ một vùng rộng khoảng 1800 km²; kéo dài về phía đông. Từ năm 1967, tên gọi này được dùng để chỉ một lãnh thổ chỉ chừng 1200 km² bao gồm phần phía tây của cao nguyên, một vùng nhỏ của Thung lũng sông Jordan ở phía tây bắc, và vùng núi cao ở phía bắc, trải xuống phía đông nam từ núi Hermon. Cao nguyên Golan có tầm quan trọng chiến lược trong khu vực. Cao nguyên Golan thuộc về Syria từ năm 1944, cho tới khi Israel đánh chiếm được vùng này trong cuộc chiến tranh Sáu ngày. Khu vực này nằm dưới quyền kiểm soát của Israel kể từ khi đó. Israel phòng ngự và giữ được lãnh thổ này năm 1973 trong cuộc chiến tranh Yom Kippur, mặc dù một phần lãnh thổ sau đó được trao lại cho Syria. Năm 1981, Israel sáp nhập lãnh thổ này, việc này bị một số tổ chức quốc tế lên tiếng chỉ trích và bị Hội đồng Bảo an gọi là "hành động không thể chấp nhận được". Syria tiếp tục đòi hoàn trả lại lãnh thổ này, và Liên Hợp Quốc năm 2006 ra một nghị quyết kêu gọi Israel chấm dứt chiếm đóng cao nguyên Golan.
Tên gọi "Golan" chỉ phần phía nam của khu vực này cả theo Kinh thánh và theo lịch sử. Thời hiện tại, "Cao nguyên Golan" chỉ phần lãnh thổ mà Israel chiếm từ Syria.
Syria cương quyết cho rằng cao nguyên Golan thuộc về tỉnh Quneitra của họ. Tài liệu từ Israel và Ủy ban Tỵ nạn Hoa Kỳ cho thấy dân cư bản địa bỏ chạy tỵ nạn, trong khi chính quyền Syria cho rằng một phần lớn dân cư bị trục xuất. Kể từ thập niên 1970, các khu định cư Do thái được thiết lập trên lãnh thổ bị chiếm đóng. Israel khẳng định quyền của mình trên khu vực này theo Nghị quyết 242 của Hội đồng bảo an. Từ năm 1981, Israel chính thức áp dụng luật của mình lên Cao nguyên Golan và cai quản nó như một phần của Lãnh thổ phía bắc thuộc Israel. Việc sáp nhập này không được quốc tế thừa nhận.
Ngày 25 tháng 3 năm 2019, Tổng thống Mỹ Donald Trump ký tuyên bố công nhận chủ quyền của Israel đối với Cao nguyên Golan trước sự chứng kiến của Thủ tướng Israel Benjamin Netanyahu tại Nhà Trắng, theo New York Times.